# Ligament inter-transversaire
Les ligaments inter-transversaires sont des ligaments qui unissent les apophyses transverses homolatérales de deux vertèbres voisines constituant des jointures fibreuses intervertébrales.
Dans la région cervicale, ils sont constitués de quelques fibres irrégulières et dispersées qui sont souvent remplacées par des muscles.
Dans la région thoracique, ce sont des cordons arrondis intimement liés aux muscles profonds du dos.
Dans la région lombaire, ils sont minces et membraneux,
Les ligaments intertransversaux se confondent souvent avec les muscles intertransversaires.
Leur rôle est de limiter la flexion latérale de la colonne vertébrale.